# Bernard Bru
Bernard Bru, né en 1942, est un professeur de mathématiques à l'université Paris-Descartes, spécialiste des probabilités et devenu un historien des sciences réputé.
Avec son collègue Marc Yor il a publié le fameux pli cacheté de l'Académie des sciences laissé en 1940 par Vincent Döblin alias Wolfgang Döblin et l'a commenté en l'an 2001.
Bernard Bru a redécouvert dans les collections de la Bibliothèque Nationale de France le Calcul des chances et philosophie de la Bourse de Jules Regnault, oublié depuis un siècle et jamais réédité depuis 1863.   

## Publications
- Marie-France & Bernard Bru, Le jeu de l'infini et du hasard. Les probabilités dénombrables à la portée de tous. Les probabilités indénombrables à la portée de tous, 2 vol, 816 pages, 2018, Presses Universitaires de Franche-Comté.

Revue
- Numéro en hommage à Bernard Bru, Contributions à l'histoire des probabilités dirigé par Joël Sakarovitch, Mathématiques et sciences humaines, hiver 2006.

Entretien
- Murad S. Taqqu (en), « Bachelier et son époque : une conversation avec Bernard Bru », Journal de la société française de statistique, t. 142, no 2,‎ 2001 (lire en ligne, consulté le 1er juillet 2025)

Articles
- Bernard Bru et Norbert Verdier, « Jean Baptiste Michel Duprat (1770-1827) : un professeur de mathématiques devenu calculateur puis libraire pour les mathématiques » in M. Schiavon & L. Rollet (éds.) 2020.
- Bernard BRU, « Les problèmes de l'efficacité du tir à l'École de Metz : aspects théoriques et expérimentaux », in Bruno BELHOSTE, Antoine PICON (dir.), L'École d'application de l'artillerie et du génie de Metz (1802-1870), 1996.
- Bernard Bru, “De La Michodière à Moheau : L'évaluation de la population par les naissances,” in Moheau, Recherches et considérations sur la population de la France (1778), réedition annotée par Eric Vilquin, 1994.
- Bernard Bru, Marie-France Bru, Kai Lai Chung : Emile Borel et la martingale de Saint-Pétersbourg (emath.fr) Société Mathématique de France 1999.
- Les leçons de calcul des probabilités de Joseph Bertrand les lois du hasard, in Journal électronique d'histoire des probabilités et de la statistique décembre 2006.
- Bernard Bru Journal de la société française de statistiques. Souvenirs du Congrès de Bologne en 1928 article de 2003.
- Joseph-Louis Lagrange et le calcul des probabilités, 2015, Images des mathématiques version française d'un article de 2014 en italien paru dans la Lettera Matematica.
- Condorcet, mathématique sociale et vérité par Bernard Bru in Mathématiques et Sciences humaines, Tome 128 (1994), pp. 5-14.
- Auguste Bravais : des mathématiques polytechniciennes pour cartographier les côtes algériennes, 1832-1838 in Sabix N°64 2019.
- A la recherche de la démonstration perdue de Bienaymé, Mathématiques et sciences humaines tome 114 (pages 5-17), 1991.
- La courbe de Gauss ou le théorème de Bernoulli raconté aux enfants, Mathématiques et sciences humaines, tome 175 (pages 5-23), 2006. (openedition.org)  msh-3556.pdf
- Bernard Bru et Pierre Crépel : Nicolas de Condorcet Arithmétique politique textes rares ou inédits (1767-1789)